# Paraguayaanse voetbalbond
De Asociación Paraguaya de Fútbol (afkorting: APF) is de Paraguayaanse voetbalbond die werd opgericht op 18 juni 1906 (toen onder de naam Liga Paraguaya de Fútbol). Een van de oprichters was de Nederlander William Paats. De bond organiseert het Paraguayaans voetbalelftal en het professionele voetbal in Paraguay (onder andere de Liga Paraguaya). De president is Juan Angel Napout, het hoofdkantoor is gezeteld in Asunción. De APF is aangesloten bij de FIFA sinds 1925.